# Vadensjö landskommun
Vadensjö landskommun var en tidigare kommun i dåvarande Malmöhus län.

## Administrativ historik
Kommunen bildades i Vadensjö socken i Rönnebergs härad i Skåne när 1862 års kommunalförordningar trädde i kraft.
Vid kommunreformen 1952 uppgick kommunen i Härslövs landskommun som 1974 uppgick i Landskrona kommun.